# Schweizer Spielepreis
Pour les articles homonymes, voir Schweizer.
Le Schweizer Spielepreis est une récompense suisse, attribuée par un jury composé de joueurs suisses.

## Jeux récompensés
| Année | Prix                      | Jeu                                    | Auteur(s)                                          | Éditeur               |
| ----- | ------------------------- | -------------------------------------- | -------------------------------------------------- | --------------------- |
| 2002  | Meilleur jeu familial     | Heimlich & Co.                         | Wolfgang Kramer                                    | Ravensburger Amigo    |
| 2002  | Meilleur jeu pour enfants | Maskenball der Käfer                   | Peter-Paul Joopen                                  | Selecta               |
| 2002  | Meilleur jeu de stratégie | Puerto Rico                            | Andreas Seyfarth                                   | Tilsit Alea           |
| 2003  | Meilleur jeu familial     | Alhambra                               | Dirk Henn                                          | Queen Games           |
| 2003  | Meilleur jeu pour enfants | Les Enfants de Catane                  | Klaus Teuber                                       | Tilsit Kosmos         |
| 2003  | Meilleur jeu de stratégie | Löwenherz                              | Klaus Teuber                                       | Goldsieber Rio Grande |
| 2004  | Meilleur jeu familial     | Briques à bloc Make'n'Break            | Andrew Lawson Jack Lawson                          | Ravensburger          |
| 2004  | Meilleur jeu pour enfants | L'Escalier hanté Geistertreppe         | Michelle Schanen                                   | Drei Magier Spiele    |
| 2004  | Meilleur jeu de stratégie | Génial                                 | Reiner Knizia                                      | Tilsit Kosmos         |
| 2005  | Meilleur jeu familial     | That's Life!                           | Wolfgang Kramer Michael Kiesling                   | Ravensburger          |
| 2005  | Meilleur jeu pour enfants | Charly Quak                            | Garrett J. Donner Michael S. Steer Brian S. Spence | Piatnik               |
| 2005  | Meilleur jeu de stratégie | Der Turmbau zu Babel                   | Reiner Knizia                                      | Hans im Glück         |
| 2006  | Meilleur jeu familial     | Ligretto                               |                                                    | Schmidt               |
| 2006  | Meilleur jeu pour enfants | La Nuit des magiciens Nacht der Magier | Kirsten Becker Jens-Peter Schliemann               | Drei Magier Spiele    |
| 2006  | Meilleur jeu de stratégie | Just 4 Fun                             | Jürgen P.K. Grunau                                 | Kosmos                |